# Лари Мълън Джуниър
Лари Мълън младши (на английски: Lawrence Joseph „Larry“ Mullen, Jr. – Лорънс Джоузеф „Лари“ Мълън, Джуниър, роден на 31 октомври 1961, Дъблин, Ирландия) е барабанист на ирландската група „Ю Ту“.
Лари е средното дете в семейството, има по-голяма сестра Сесилия и по-малка Мери.
През 1975 г. решава да сформира училищна група, в която той самият да свири на барабани. След 2 седмици се събират 5 момчета, които нямат и идея какво ще стане с групата занапред. Първоначално членове на групата са петима. Боно (вокали), Адам Клейтън (бас китара), Лари Мълън (барабани), Едж (китара) и неговия брат Ричард (Дик), който също свири на китара. В началото на кариерата на „Ю Ту“ обаче Дик напуска и остават само четиримата, които са в същия състав и до днес.
В средата на 90-те години Лари се жени за дългогодишната си приятелка от училище Ан-Луиз Кели. С нея имат 3 деца – 3 момчета и момиче. Фен е на Елвис Пресли и моторите „Харли Дейвидсън“.